# Resolutie 1206 Veiligheidsraad Verenigde Naties
Resolutie 1206 van de Veiligheidsraad van de Verenigde Naties werd unaniem door de VN-Veiligheidsraad aangenomen op 15 november 1998, en verlengde de UNMOT-waarnemingsmissie in Tadzjikistan met een half jaar.

## Achtergrond
Na de val van de Sovjet-Unie, werden in 1991 verkiezingen gehouden in Tadzjikistan. Begin 1992 kwam de oppositie in opstand tegen de uitslag – de oud-communisten hadden gewonnen – ervan. Er brak een burgeroorlog uit tussen de gevestigde macht en hervormingsgezinden en islamisten uit de achtergestelde regio's van het land, die zich hadden verenigd. In 1997 werd onder VN-bemiddeling een
vredesakkoord gesloten.

## Inhoud
In Tadzjikistan bewoog men naar de uitvoering van het vredesakkoord en werd het staakt-het-vuren nageleefd. De regering en de oppositie hielden ook nauw contact om de crisis op te lossen. Doch bleef de veiligheidssituatie in bepaalde delen van het land precair. Ook ging het onderzoek naar de moord op vier UNMOT-leden niet snel genoeg.
De gevechten in de streek rond Leninabad werden sterk veroordeeld. Alle partijen werden opgeroepen het vredesakkoord uit te voeren en te zorgen voor omstandigheden waarin zo snel mogelijk verkiezingen konden plaatsvinden. Ook werd de moord op de vier UNMOT-leden sterk veroordeeld. De voltooiing van het onderzoek daarnaar was van belang voor de hervatting van diens activiteiten op het terrein. Beide partijen in Tadzjikistan werden eraan herinnerd dat de inzet van de internationale gemeenschap afhing van de veiligheid van internationaal personeel. Ten slotte verlengde de Veiligheidsraad UNMOT's mandaat nog met zes maanden, tot 15 mei 1999, en vroeg secretaris-generaal Kofi Annan om op de hoogte te worden gehouden van de ontwikkelingen.

## Verwante resoluties
- Resolutie 1038 Veiligheidsraad Verenigde Naties (1996)
- Resolutie 1167 Veiligheidsraad Verenigde Naties
- Resolutie 1240 Veiligheidsraad Verenigde Naties (1999)
- Resolutie 1274 Veiligheidsraad Verenigde Naties (1999)

Lijst ·  1147 ·  1148 ·  1149 ·  1150 ·  1151 ·  1152 ·  1153 ·  1154 ·  1155 ·  1156 ·  1157 ·  1158 ·  1159 ·  1160 ·  1161 ·  1162 ·  1163 ·  1164 ·  1165 ·  1166 ·  1167 ·  1168 ·  1169 ·  1170 ·  1171 ·  1172 ·  1173 ·  1174 ·  1175 ·  1176 ·  1177 ·  1178 ·  1179 ·  1180 ·  1181 ·  1182 ·  1183 ·  1184 ·  1185 ·  1186 ·  1187 ·  1188 ·  1189 ·  1190 ·  1191 ·  1192 ·  1193 ·  1194 ·  1195 ·  1196 ·  1197 ·  1198 ·  1199 ·  1200 ·  1201 ·  1202 ·  1203 ·  1204 ·  1205 ·  1206 ·  1207 ·  1208 ·  1209 ·  1210 ·  1211 ·  1212 ·  1213 ·  1214 ·  1215 ·  1216 ·  1217 ·  1218 ·  1219